# Mẹ Holle (phim, 1985)
Mẹ Holle (tiếng Slovak: Perinbaba, tiếng Đức: Frau Holle, tiếng Ý: Madama Holle) là một bộ phim thần tiên - cổ tích của đạo diễn Juraj Jakubisko, ra mắt lần đầu năm 1985.
Truyện phim dựa theo câu chuyện cổ tích cùng tên của Anh em nhà Grimm.

## Diễn viên
- Giulietta Masina... Mẹ Holle
- Tobias Hoesl... Jakub
- Petra Vančíková... Elisabeth
- Soňa Valentová... Stiefmutter
- Pavol Mikulík... Vater
- Milada Ondrašíková... Dora
- Valerie Kaplanová... Mụ Thần Chết (già)
- Eva Horká... Mụ Thần Chết (trẻ)
- Karel Effa... Prinzipal